# Seventh avenue
Seventh avenue（セブンスアヴェニュー）は、東京都渋谷区にある日本の芸能事務所である。
松嶋菜々子のマネージャーであった女性が1997年（平成9年）に設立。
少数精鋭のマネジメントを行っている。

## 主な所属俳優・タレント
- 松嶋菜々子
- 藤澤恵麻
- 丸山真亜弥
- 嘉島陸
- 翔

## 過去の所属タレント
- 白川由美（現役で死去）
- 井上真央（アン・ヌフへ移籍）
- 伊藤歩（現在はTWIN PLANET所属）
- 西野妙子